# 赫比國際
赫比國際有限公司，簡稱赫比國際（英語：Hi-P International Limited，SGX：H17），在1980年由姚曉東創立專門生產及銷售注塑精密產品。主要工廠地區為新加坡、中國、泰國等國家。
總部位於11, International Business Park, Jurong East Singapore 609926（新加坡裕廊東11號國際商業園），該股份在2003年12月17日於新加坡交易所主板上市。招股價為0.57坡元，配售股份為205,000,000股，集資額為116,850,000坡元。

## 連結
- Hi-P.com （页面存档备份，存于）